# Lundia (Möbel)

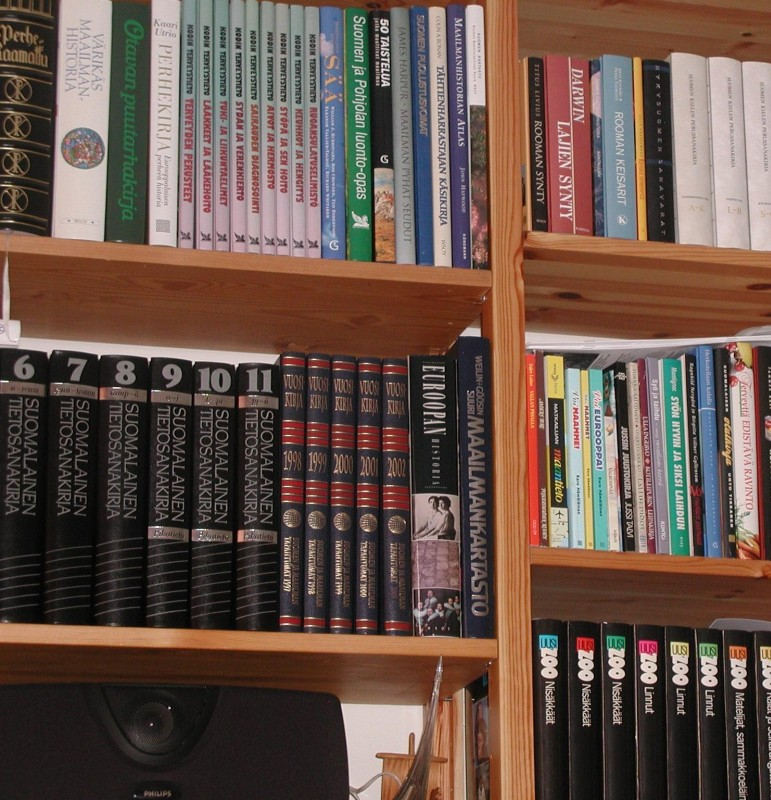
Lundia-Regal

Lundia ist ein Regalsystem aus Fichten-Massivholz, welches nach dem Baukastenprinzip funktioniert. Das Lundia-System wurde 1939 von dem schwedischen Zimmermann Harald Lundqvist erfunden. Sein Konzept bestand darin, ein Regal mit so wenig Teilen wie möglich zu erstellen und auf eine einfache Steckverbindung zwischen Ständer und Fachboden zu setzen. Ursprünglich wurde Lundia als Industrieregal hergestellt. Aus diesem Industrieregal entwickelten sich die heutigen Wohnregale.
Lundia wurde 1948 als finnisches Familienunternehmen gegründet, das bis heute besteht und in Hyvinkää beheimatet ist. Bereits 1949 wurde mit niederländischen Möbelherstellern die Endfertigung in Varsseveld in den Niederlanden aufgenommen.

## Grundprinzip
Für das einfachste Regal benötigt man 2 Seitenteile, auch Ständer genannt, und eine beliebige Anzahl Fachböden. Hinzu kommen so genannte Tragstifte, die in vorgebohrte Löcher im Ständer gesteckt werden und auf denen die Fachböden nachher aufliegen sollen. Die Löcher sind im 5-cm-Raster angebracht. Unerlässlich ist eine Stabilisierung, wie z. B. eine Stabilisierungsschere, eine Wandbefestigung oder eine Rückwand, da das Regal sonst an Stabilität verliert und nach kurzer Zeit in sich zusammenfallen kann.
Das System ähnelt in Funktion und Optik dem 1968 auf den Markt gebrachten marktführenden Ivar-Produkten des Möbelkonzerns Ikea, ist aber nicht dazu kompatibel. Lundia differenziert sich durch eine wesentlich größere Vielfalt an Systemelementen, so werden sechs Farblasuren und die Seitenteile in 14 Höhen angeboten, es gibt Türen mit Massivholzfüllung, Klar- oder Mattglasfüllung, glatte Türen, Schubladen mit Teleskopvollauszug, Seitenverkleidungen, vor- und rückspringende Fachböden oder Kleiderstangen.

## Vertrieb
Der Vertrieb erfolgt ausschließlich auf Bestellung über eigene Verkaufsniederlassungen, die im Franchise-System organisiert sind. Weltweit ist Lundia so mit rund 100 Ladengeschäften präsent, davon rund 30 in Deutschland und 15 in den Niederlanden. In den Vereinigten Staaten wird Lundia im dortigen Maßsystem gefertigt, diese Regale sind nicht mit dem metrischen System kompatibel; das europäische System wird dort unter dem Namen Skandia angeboten.